# Félix Marie Ferdinand Storelli
Pour les articles homonymes, voir Storelli.
Félix Marie Ferdinand Storelli, né en 1778 à Turin et mort le 19 juin 1854 à Paris, est un peintre italien.

## Biographie
Félix Marie Ferdinand Storello dit Storelli, est le fils de Jean Thomas Storello et de Geneviève Marie Pellegrino.
Élève de Pietro Palmieri, il arrive à Paris vers 1800 où il expose au Salon de 1806 à 1850.
Avec Marie Binet, il est parent du peintre Ferdinand Michel Storelli.
Il meurt à son domicile de la rue Godot-de-Mauroy, à l'âge de 75 ans. Il est inhumé le 20 juin 1854 au cimetière du Montparnasse.

## Galerie

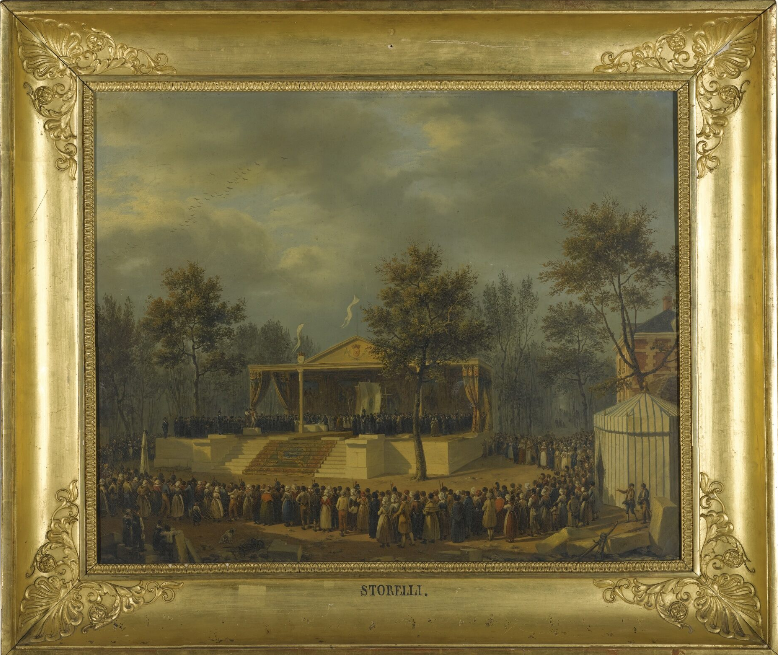
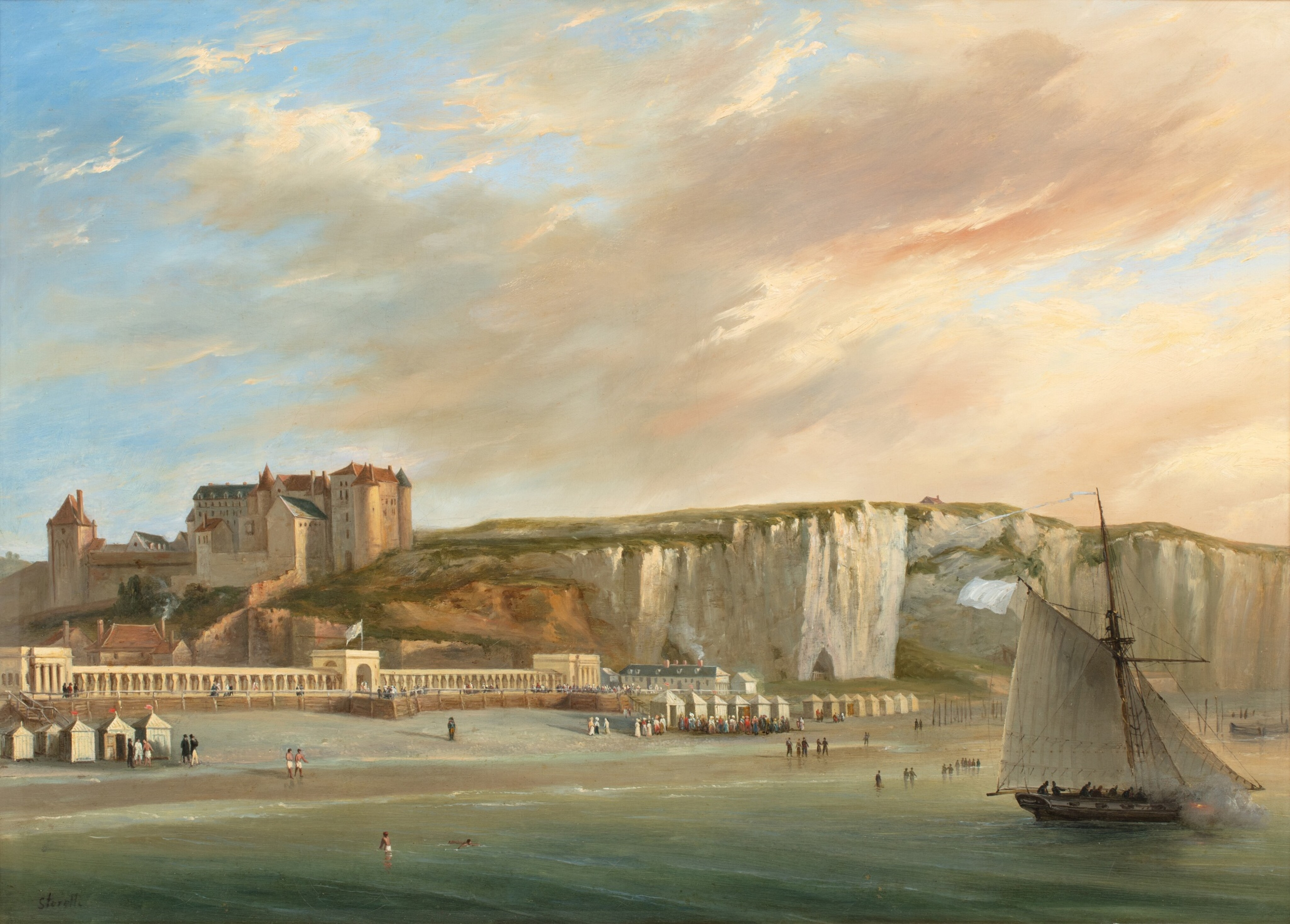